# Jean-Pierre Claris de Florian
Jean-Pierre Claris de Florian (født 6. marts 1755, død 13. september 1794 i Sceaux) var en fransk digter.
Han blev født på slottet Florian nær Anduze. I 1768 blev han page hos hertugen af Penthièvre i Paris. Denne lod ham gennemgå artilleriskolen, gjorde ham til kaptajn og tog ham på ny i sin tjeneste som kammerjunker. Lykkelig og fejret som salondigter levede Florian dels i Paris, dels på hertugens slotte. 
I 1788 blev han optaget i Académie française. Under Terrorregimet fængsledes han i 1793, men genvandt sin frihed ved Robespierres fald 9. Thermidor, men døde ikke længe efter. 
I 1779 debuterede han med en lille Harlekin-komedie Les deux billets, efterfulgt af lignende kvikke og kælne lystspil: Jeannot et Colin (1780), Les jumeaux de Bergame (1782), Le bon ménage (1782), Le bon père (1783), La bonne mere (1785), Le bon fils (1785) m.fl., hvori han søger at forene komisk skælmeri med moralsk følsomhed samt at forherlige de klassiske "familiedyder". 
Stort ry vandt han ved hyrderomanen Galatée (1783), en udtyndet efterligning af Miguel de Cervantes’ værk, og andre hyrderomaner som Estelle (1787) og pastoraler, inspirerede af Salomon Gessners sentimentale natursværmeri. 
Endnu ringere værd end disse sødlige produkter har de matte historisk-poetiske romaner Numa Pompilius (1786), en efterligning af François Fénelons Télémaque, Gonzalve de Cordoue (1791) med en mere værdifuld, historisk indledning om maurerne, samt en række noveller fra fremmede lande. Florian nåede højst i sine Fables (1792), som han skrev på hertugen af Penthièvres opfordring, og som udmærker sig ved elskværdig ynde og frisk lune, men kun for en ringe del er originale; sine emner tog han dels fra oldtiden, dels fra samtidige tyske, engelske og spanske fabeldigtere. 
Florians samtlige værker blev udgivet i dansk oversættelse 1793-1803 (9 bind). Oversætterne var Knud Lyne Rahbek, Jens Kragh Høst og Ole Johan Samsøe. Bindet med hans fabler (oversatte af K.L. Rahbek) udkom særskilt i andet oplag 1814.

## Plaisir d'Amour
Jean-Pierre Claris de Florian skrev teksten til en melodi af komponisten Giovanni Battista Martini (24. april 1706 – 4. oktober 1784). Denne komposition er den senere så verdenskendte "Plaisir d'Amour", som tillige danner baggrund for Elvis Presleys millionhit "Can't Help Falling In Love".